# 무로후시 시게노부
무로후시 시게노부(일본어: 室伏 重信, 1945년 10월 2일~)는 일본의 육상 선수, 지도자로 주 종목은 해머던지기이다. 1970년대~80년대 아시아 최고의 해머던지기 선수로 올림픽에 3회 참가했으며 아시안 게임에서 5연속 우승(1970~1986)을 달성했다.
자녀들도 육상 투척 경기 선수로 활동했으며 특히 아들인 무로후시 고지도 해머던지기 선수로 활약하여 2004년 하계 올림픽에서 금메달을 획득했다. 1984년에 달성한 개인 기록 75.96m은 1998년 아들인 고지에게 깨질 때까지 일본 신기록으로 유지되었으며 이 또한 일본 기록 역대 2위에 해당한다.